# Andy Nyman
Andy Nyman (Leicester, 13 aprile 1966) è un attore e illusionista britannico.

## Biografia e carriera
Nato nel Leicestershire inglese, Andy Nyman è salito alla ribalta grazie all'interpretazione di un regista cocciuto in Musical! ed al ruolo di Keith Whitehead in Dead Babies, tratto dall'omonimo romanzo di Martin Amis. Nel 2001 è stato scelto per interpretare il protagonista, un ribelle polacco, nel film TV di Jon Avnet La rivolta su NBC, vincitore di un premio Emmy. Nel 2003 ha dato vita ad uno spacciatore gay francese in Coney Island Baby. Nel 2006 ha interpretato Gordon in Severance - Tagli al personale, mentre nel 2008 è stata la volta del trasandato produttore di reality show nella satira horror di Charlie Brooker Dead Set (trasmessa su E4).
Tra il 2006 e il 2007, Nyman ha avuto tra le mani quattro titoli cinematografici: la commedia ambientata a Londra Are You Ready for Love?, una biopic del gruppo rock olandese degli anni '70 Herman Brood intitolato Wild Romance, il thriller di mafia Played (in cui recita al fianco di Vinnie Jones, Val Kilmer e Gabriel Byrne) distribuito nel 2007 dalla Lionsgate Entertainment, e Funeral Party di Frank Oz (in cui recita insieme a Matthew Macfadyen, Ewen Bremner e Keeley Hawes), distribuito da MGM nel 2007.
Nel 2002 è apparso in un episodio della terza stagione di The League of Gentlemen.
Nyman è anche un illusionista. Con questo compito ha creato e sceneggiato, insieme al collega Derren Brown, le serie televisive Derren Brown – Mind Control e Trick of the Mind. I due hanno creato anche gli show speciali Russian Roulette, Séance e Messiah, oltre quattro spettacoli teatrali, tutti messi in scena nel West End londinese e poi mandati in tour in Gran Bretagna. Nel 2006 uno dei quattro spettacoli, Something Wicked This Way Comes, ha vinto un Olivier Award per il "Miglior Intrattenimento". Nel 2010 anche l'ultimo spettacolo teatrale, Enigma, è stato nominato per lo stesso premio.
Nel 2006 Andy Nyman ha vinto un premio come "Miglior Attore" al Cherbourg-Octeville Festival of Irish & British Film, grazie al ruolo di Colin Frampton interpretato in Shut Up and Shoot Me. L'anno successivo è stato nominato per il Premio Lew Grade ai BAFTA Awards per l'interpretazione in Derren Brown: The Heist, insieme ai colleghi Derren Brown, Simon Mills e Ben Caron.
A dicembre del 2008 è apparso nella serie drammatica a tema sovrannaturale Crooked House, messa in onda in patria su BBC Four.
A febbraio del 2010 ha diretto e recitato nello spettacolo teatrale horror Ghost Stories, scritto e ideato insieme allo sceneggiatore Jeremy Dyson.
Ad aprile 2011 l'attore ha recitato nella sitcom britannica Campus. Nello stesso anno è apparso in un film ad edizione limitata scritto e diretto da Cristian Solimeno, The Glass Man, insieme a James Cosmo e Neve Campbell.
A partire da febbraio 2013, Andy Nyman dà la voce a diversi personaggi nella serie animata britannica per bambini Sarah & Duck. Nel 2014 recita nel musical Assassins alla Menier Chocolate Factory di Londra, mentre l'anno successivo è di nuovo in scena nel West End nella pièce di Martin McDonagh Hangmen. Nel 2018 torna a recitare in un musical quando viene diretto da Trevor Nunn in Fiddler on the Roof alla Menier Chocolate Factory e al Playhouse Theatre del West End dalla primavera del 2019; per la sua interpretazione nel ruolo del lattaio Tevye riceve una candidatura al Laurence Olivier Award al miglior attore in un musical. Nel settembre del 2025 torna a recitare in un musical del West End con lo show Hello, Dolly!, in scena all'Adelphi Theatre con Imelda Staunton, che gli vale una nuova candidatura al Laurence Olivier Award.

## Filmografia

### Cinema
- Severance - Tagli al personale (Severance), regia di Christopher Smith (2006)
- Funeral Party, regia di Frank Oz (2007)
- The Brothers Bloom, regia di Rian Johnson (2008)
- The Tournament, regia di Scott Mann (2009)
- Black Death - ...un viaggio all'inferno (Black Death), regia di Christopher Smith (2010)
- Kick-Ass 2, regia di Jeff Wadlow (2013)
- Autómata, regia di Gabe Ibáñez (2014)
- The ABCs of Death 2, registi vari (2015)
- Ghost Stories, regia di Jeremy Dyson ed Andy Nyman (2017)
- Star Wars: Gli ultimi Jedi (Star Wars: The Last Jedi), regia di Rian Johnson (2017)
- L'uomo sul treno - The Commuter (The Commuter), regia di Jaume Collet-Serra (2018)
- Judy, regia di Rupert Goold (2019)
- Jungle Cruise, regia di Jaume Collet-Serra (2021)
- Wicked, regia di Jon M. Chu (2024)

### Televisione
- The Woman in Black, regia di Herbert Wize – film TV (1989)
- Metropolitan Police (The Bill) – serie TV, episodi 5x100, 8x63 e 11x122 (1989-1995)
- EastEnders – serial TV, puntata 1503 (1997)
- Peak Practice – serie TV, episodi 10x09 e 11x12 (2000-2001)
- La rivolta (Uprising), regia di Jon Avnet – film TV (2001)
- The League of Gentlemen – serie TV, episodio 3x03 (2002)
- Dead Set – serie TV, 5 episodi (2008)
- Peaky Blinders – serie TV, 3 episodi (2013)
- The Eichmann Show - Il processo del secolo (The Eichmann Show), regia di Paul Andrew Williams – film TV (2015)
- Wanderlust, regia di Luke Snellin e Lucy Tcherniak – miniserie TV, 4 puntate (2018)
- Hannah – serie TV, 3 episodi (2019)
- Grantchester – serie TV, episodio 6x01 (2021)
- The Capture – serie TV, 6 episodi (2022)
- A Small Light, regia di Susanna Fogel, Leslie Hope e Tony Phelan – miniserie TV, 7 puntate (2023)
- Lockerbie - Attentato sul volo Pan Am 103 (Lockerbie: A Search For Truth), regia di Otto Bathurst e Jim Loach – miniserie TV (2025)

### Doppiatore
- Chuggington – serie animata (2008-2013)
- Shaun, vita da pecora (Shaun the Sheep) – serie animata, episodio 3x07 (2012)
- Shaun, vita da pecora - Il film (Shaun the Sheep: The Movie), regia di Mark Burton e Richard Starzak (2015)
- Minions, regia di Pierre Coffin e Kyle Balda (2015)
- Cattivissimo me 3 (Despicable Me 3), regia di Pierre Coffin e Kyle Balda (2017)
- Shaun, vita da pecora: Farmageddon - Il film (A Shaun the Sheep Movie: Farmageddon), regia di Richard Phelan e Will Becher (2019)

## Teatro (parziale)
- Assassins di Stephen Sondheim e John Weidman, regia di Jamie Lloyd. Menier Chocolate Factory di Londra (2014)
- Hangmen di Martin McDonagh, regia di Matthew Dunster. Wyndham's Theatre di Londra (2015)
- Fiddler on the Roof di Jerry Bock, Sheldon Harnick e Joseph Stein, regia di Trevor Nunn. Menier Chocolate Factory (2018) e Playhouse Theatre di Londra (2019)
- Hello, Dolly! di Jerry Herman e Michael Stewart, regia di Dominic Cooke. London Palladium di Londra (2024)
- The Producers di Mel Brooks, regia di Patrick Marber. Menier Chocolate Factory di Londra (2024)

## Doppiatori italiani
Nelle versioni in italiano delle opere in cui ha recitato, Andy Nyman è stato doppiato da:
- Luigi Ferraro in Ghost Stories, L'uomo sul treno - The Commuter
- Franco Mannella in A Small Light, Jungle Cruise
- Edoardo Stoppacciaro in Severance - Tagli al personale
- Oreste Baldini in Funeral Party
- Fabrizio Vidale in Dead Set
- Francesco Mei in The Tournament
- Francesco De Francesco in Kick-Ass 2
- Marco Mete in Peaky Blinders
- Massimo De Ambrosis in The Eichmann Show
- Alessandro Quarta in Judy
- Marco Manca in Wicked

Da doppiatore è sostituito da:
- Oreste Baldini in Chuggington
- Luigi Ferraro in Cattivissimo me 3